# Șerșnivka, Lubnî
Șerșnivka (în ucraineană Шершнівка) este localitatea de reședință a comunei Șerșnivka din raionul Lubnî, regiunea Poltava, Ucraina.

## Demografie
Componența lingvistică a localității Șerșnivka
     Ucraineană (96,84%)
     Rusă (2,49%)
     Alte limbi (0,33%)
Conform recensământului din 2001, majoritatea populației localității Șerșnivka era vorbitoare de ucraineană (96,84%), existând în minoritate și vorbitori de rusă (2,49%).